# Sweet Home Alabama
Sweet Home Alabama ist ein Song der US-amerikanischen Southern-Rock-Band Lynyrd Skynyrd. Er wurde 1974 auf dem Album Second Helping veröffentlicht und erreichte Platz acht der Billboard Hot 100.
Das Stück wurde bereits vor 1974 von den Lynyrd-Skynyrd-Gitarristen Gary Rossington (Liedidee) und Ed King (Intro) sowie dem Sänger Ronnie Van Zant (Text) geschrieben, aber erst auf ihrem zweiten Album Second Helping veröffentlicht. Es stellt eine Antwort auf Southern Man (1970) und Alabama (1972) von Neil Young dar, der sich in seinen Liedern über Sklaverei und das Rassentrennungsproblem der Südstaaten äußerte.
Die Band wollte auch andere, positive Aspekte zu den Südstaaten besungen wissen und wehrten sich gegen die ihrer Ansicht nach einseitige Darstellung Youngs. Keiner der Autoren stammte aus Alabama.

## Liedtext

### Bezüge zu politischen Themen
Lynyrd Skynyrd bezieht im Song Position gegen rassistische Ideologien, die zum damaligen Zeitpunkt in Alabama vorherrschten. Hierzu bedient sich der Text des Liedes des Stilmittels des Sarkasmus, indem der Sänger die Perspektive des American White Trashs einnimmt und deren Gedankengänge widerspiegelt.
So wird in der ersten Strophe des „Road-Songs“ die Heimkehr eines Transporterfahrers beschrieben, der die positiven Heimatlieder über Alabama im Autoradio hört und sich auf seine Heimkehr (zu den Baumwollfeldern) freut. In der letzten Zeile dieser Strophe heißt es jedoch: „Aber ich denke, dass dies eine Sünde ist, jawohl.“
In der zweiten Strophe behält der Text die Perspektive des American White Trashs bei und greift Neil Young verbal dafür an, dass er einen antirassistischen Song (Southern Man) geschrieben und veröffentlicht hat, der den Missbrauch und die Gewalt auf den Baumwollfeldern angreift. So endet die zweite Strophe mit dem Angriff: „Hey, Neil Young ist hoffentlich klar, dass ein Südstaatler (= ‚Southern Man‘) sowas wie ihn hier nicht braucht!“. Im Übrigen ist nach der Zeile „Well, I heard Mr. Young sing about her“ leise im Hintergrund Southern Man im Stile von Neil Young zu hören. Mithilfe dieses subtilen Stilmittels verdeutlicht die Band, um welches Thema es in ihrem Lied geht. Somit teilt Lynyrd Skynyrd also die antirassistische Sichtweise von Neil Young und zitiert bzw. ehrt ihn an dieser Stelle.
Die dritte Strophe schließlich spielt an auf die gewaltsamen Rassenkonflikte in Birmingham, wo Schwarze dem Bombenterror des Ku-Klux-Klans zum Opfer fielen, auf den Gouverneur von Alabama (zum damaligen Zeitpunkt George Wallace, einer der stärksten Befürworter der Rassentrennung), sowie auf die Watergate-Affäre:
„In Birmingham, da lieben sie den Gouverneur! (Buh, buh, buh!)

Ja, wir alle taten dort, was wir konnten.

Und Watergate … sowas interessiert mich nicht.

Hey, quält euch nicht euer Gewissen? Sagt die Wahrheit!“
Die vierte Strophe geht auf die Stadt Muscle Shoals ein, in der zu jener Zeit zwei berühmte Tonstudios ansässig waren, die in den 1960ern viele große Hits produziert hatten. In diesen Studios arbeiteten Studiomusiker (weißer Hautfarbe), die sogenannte „Musik der Schwarzen“ einspielten. Im Gesamtkontext des Liedes ist anzunehmen, dass der im Lied genannte Bandname „Swampers“ (= „die, die die Drecksarbeit machen“) nicht diese weißen Studiomusiker meint, sondern zweideutig und als antirassistische Anspielung auf die schwarzen Feldarbeiter zu verstehen ist:
„Nun, Muscle Shoals hat ja seine Niedriglöhner.

Es ist bekannt, dass sie auch ab und an ein Lied anstimmen.

Mein Gott, bei diesen Liedern gehe ich so ab!

Wenn ich ’mal traurig bin, dann heben sie meine Stimmung.

Und wie ist das bei dir?“
Gegen Ende des Liedes wird dann zum Abschluss noch einmal sarkastisch rückblickend auf die so „herrlichen“ Zustände in Alabama verwiesen: („Ach, trautes Heim Alabama … Wo der Himmel ja so blau ist … und wo der Gouverneur wirklich recht hat.“)
Dennoch waren Young und die Bandmitglieder von Lynyrd Skynyrd nicht verfeindet. Young spielte Sweet Home Alabama des Öfteren auf seinen Konzerten, und Van Zant trug während Auftritten, bei denen er Sweet Home Alabama sang, regelmäßig ein schwarzes Tonight’s the Night-T-Shirt.

#### Einordnung der allgemeinen Wahrnehmung
Die Aussage des Liedtextes wurde in der Vergangenheit kontrovers diskutiert, da Sarkasmus und Ironie nicht immer als solche verstanden werden.
Während Kritiker dem Text Zustimmung zur Politik von Wallace entnahmen, wiesen Fans darauf hin, dass nach „In Birmingham they love the governor“ ein „boo boo boo“ des Hintergrundchors folgt, was gerade Kritik an Wallace ausdrücke, genauso wie die ironische Behauptung am Ende des Liedes, dass der Gouverneur mit seiner rassistischen Weltsicht „völlig recht“ habe.
Mehrere Bandmitglieder haben in Interviews versichert, dass das Lied nicht die Rassentrennungspolitik befürworte, und zuletzt auch darauf hingewiesen, dass sich das am Ende des Lieds zu hörende „Montgomery’s got the answer“ auf die von Martin Luther King geführten Märsche von Selma nach Montgomery beziehe.

## Kommerzieller Erfolg

### Chartplatzierungen
| ChartsChartplatzierungen       | Höchstplatzierung | Wochen |
| ------------------------------ | ----------------- | ------ |
| Deutschland (GfK)              | 87 (1 Wo.)        | 1      |
| Österreich (Ö3)                | 56 (7 Wo.)        | 7      |
| Schweiz (IFPI)                 | 51 (10 Wo.)       | 10     |
| Vereinigte Staaten (Billboard) | 8 (17 Wo.)        | 17     |
| Vereinigtes Königreich (OCC)   | 31 (22 Wo.)       | 22     |

### Auszeichnungen für Musikverkäufe
| Land/Region                  | Auszeichnungen für Musikverkäufe (Land/Region, Auszeichnung, Verkäufe) | Verkäufe  |
| ---------------------------- | ---------------------------------------------------------------------- | --------- |
| Brasilien (PMB)              | Gold                                                                   | 30.000    |
| Dänemark (IFPI)              | Platin                                                                 | 90.000    |
| Deutschland (BVMI)           | Platin                                                                 | 500.000   |
| Italien (FIMI)               | 2× Platin                                                              | 200.000   |
| Neuseeland (RMNZ)            | 7× Platin                                                              | 210.000   |
| Spanien (Promusicae)         | Platin                                                                 | 60.000    |
| Vereinigte Staaten (RIAA)    | Gold · + Platin (Mastertone)                                           | 1.500.000 |
| Vereinigtes Königreich (BPI) | 3× Platin                                                              | 1.800.000 |
| Insgesamt                    | 2× Gold · 16× Platin ·                                                 | 4.390.000 |

## Zitate, Anspielungen und Popkultur
- Der Musiker Kid Rock bezieht sich in dem Lied All Summer Long ausdrücklich auf Sweet Home Alabama (“[…] singing Sweet Home Alabama all summer long”). Außerdem besteht die Melodie aus Teilen der Melodie von Sweet Home Alabama. Nachdem All Summer Long im Juli 2008 den ersten Platz der deutschen Singlecharts belegt hatte, stieg auch Sweet Home Alabama erstmals in die deutschen Charts ein und erreichte Platz 86.
- Die Band Green Day coverte ebenfalls dieses Lied bzw. verwendete den Titel Sweet Home Alabama.
- Die US-Hardcore-Punk-Band Gang Green veröffentlichte 1986 eine Parodie auf den Song unter dem Titel Sold Out Alabama.

### Verwendung in Film, Fernsehen und Computerspielen
- Der Song wurde im Film Con Air mit Nicolas Cage verwendet. Dort tanzen die im Gefängnisflugzeug entkommenen Verbrecher zu dem Song. Der Serienmörder Garland Greene (Steve Buscemi) kommentiert dies mit der Aussage, dass dies pure Ironie sei, denn die Band, die durch diesen Song bekannt wurde (Lynyrd Skynyrd), sei ja später mit einem Flugzeug abgestürzt.
- Im Film Sweet Home Alabama – Liebe auf Umwegen mit Reese Witherspoon kommt der Song auch zum Einsatz.
- Sweet Home Alabama wird mehrmals im Film Forrest Gump mit Tom Hanks gespielt.
- In dem Film 8 Mile rappt Eminem zu diesem Song.
- In dem Film Sahara – Abenteuer in der Wüste wird das Lied auf der Caliope gespielt, während sie in Gao ablegt.
- In dem Film Die Maske, mit Cher und Sam Elliott wird der Song ebenfalls gespielt.
- In dem Film Ich – Einfach unverbesserlich wird der Song zu Beginn gespielt.
- In dem Film Texas Chainsaw Massacre wird das Stück im Radio gespielt.
- In dem Spiel Starcraft 2  von Blizzard Entertainment wird der Song in einer Musicbox während der Kampagne in der Version der Scottish Wedding Rock Band Big Tuna gespielt.
- In der TV-Serie Die Simpsons ist in der 5. Folge der 17. Staffel Mamas kleiner Liebling eine Szene enthalten, in der Bart und seine Mutter Marge auf einer Radtour gemeinsam das Lied singen.
- In der TV-Serie Knight Rider wird in der 22. Folge der ersten Staffel Sweet Home Alabama zur Untermalung einer längeren Autofahrt gespielt. Am Ende der Szene tritt Lynyrd Skynyrd in einer Bar in Tennessee auf.[21]

### Memes
Als TikTok-Sound wird das Lied als subtiler Kommentar verwendet und verstanden, dass der kommentierte Sachverhalt als Inzest gedeutet wird. Das spielt darauf an, dass Alabama (neben Florida) ohne Einschränkungen die Ehe zwischen Cousins und Cousinen erlaubt.